# Медаль «За отличие в охране государственной границы»
Меда́ль «За отли́чие в охра́не госуда́рственной грани́цы» — государственная награда Российской Федерации. Учреждена Указом Президента Российской Федерации от 2 марта 1994 года № 442 «О государственных наградах Российской Федерации».
Медалью «За отличие в охране государственной границы» награждаются военнослужащие органов Федеральной службы безопасности и другие граждане России за заслуги в охране государственной границы страны. По состоянию на 2014 год количество награждённых ею составляло более 5 тысяч человек.
Награда является прямой преемницей советской медали «За отличие в охране государственной границы СССР», учреждённой в 1950 году. Медаль «За отличие в охране государственной границы» также существует в наградных системах Беларуси и Казахстана.

## История
Указом Президиума Верховного Совета СССР от 13 июля 1950 года была учреждена медаль «За отличие в охране государственной границы СССР». Она была предназначена для награждения военнослужащих пограничных войск, а также иных военнослужащих и других граждан СССР за заслуги, проявленные в охране государственной границы страны. Рисунок награды был разработан художником П. М. Временко. Медаль, как отмечает исследователь, кандидат юридических наук М. А. Рогов, имела непосредственное отношение к органам внутренних дел, поскольку в период с 1953 года по 1957 год пограничные войска входили в структуру Министерства внутренних дел СССР.
25 декабря 1991 года, согласно принятому Верховным Советом республики закону, РСФСР была переименована в Российскую Федерацию. 26 декабря 1991 года СССР прекратил своё существование, Россия выделилась из него как независимое государство. 21 апреля 1992 года Съезд народных депутатов России утвердил переименование, внеся соответствующие поправки в Конституцию РСФСР, которые вступили в силу 16 мая 1992 года с момента опубликования. Указом Президиума Верховного Совета Российской Федерации от 2 марта 1992 года № 2424-1 до принятия закона о государственных наградах в наградной системе России были сохранены некоторые знаки отличия, существовавшие в СССР, в том числе медаль «За отличие в охране государственной границы СССР»; с реверса медали надпись «СССР» была убрана.
Указом Президента России от 2 марта 1994 года № 442 «О государственных наградах Российской Федерации» вместе с другими наградами была учреждена медаль «За отличие в охране государственной границы». Она стала прямой преемницей медали «За отличие в охране государственной границы СССР». Внешний вид награды и её статут претерпели некоторые изменения.
В положение о медали «За отличие в охране государственной границы» неоднократно вносились изменения, в частности, президентскими указами от 6 января 1999 года, 19 ноября 2003 года и 7 сентября 2010 года.

## Положение о медали
Согласно положению о награде, утверждённому Указом Президента Российской Федерации от 7 сентября 2010 года № 1099 «О мерах по совершенствованию государственной наградной системы Российской Федерации», медалью награждаются военнослужащие органов Федеральной службы безопасности, иных федеральных государственных органов, привлекаемых к охране государственной границы Российской Федерации, а также граждане Российской Федерации: «за боевые подвиги и особые заслуги при охране государственной границы Российской Федерации; за храбрость и самоотверженность, проявленные в боевых действиях при задержании нарушителей государственной границы Российской Федерации; за умелое руководство боевыми действиями пограничного наряда при защите неприкосновенности государственной границы Российской Федерации; за высокую бдительность и инициативные действия, в результате которых были задержаны нарушители государственной границы Российской Федерации; за безупречное несение службы по охране государственной границы Российской Федерации; за активную помощь органам федеральной службы безопасности в их деятельности по охране государственной границы Российской Федерации».
Награждение медалью «За отличие в охране государственной границы» может быть произведено посмертно.
Медаль «За отличие в охране государственной границы» носится на левой стороне груди и при наличии других медалей Российской Федерации располагается после медали «За отличие в охране общественного порядка». С 2011 года «для особых случаев и возможного повседневного ношения» предусматривается ношение миниатюрной копии награды, которая располагается после миниатюрной копии медали «За отличие в охране общественного порядка».
При ношении на форменной одежде ленты медали она располагается после ленты медали «За отличие в охране общественного порядка».

## Описание
Медаль «За отличие в охране государственной границы» изготавливается из серебра. Она имеет форму круга диаметром 32 мм с выпуклым бортиком с обеих сторон.
На аверсе медали, изображены перекрещённые винтовка и шашка на фоне пограничного столба. По окружности размещён венок наполовину из дубовых и наполовину из лавровых ветвей. На реверсе медали размещена надпись рельефными буквами: «ЗА ОТЛИЧИЕ В ОХРАНЕ ГОСУДАРСТВЕННОЙ ГРАНИЦЫ». Под надписью помещён номер медали.
Медаль при помощи ушка и кольца соединяется с пятиугольной колодкой, обтянутой шёлковой муаровой лентой зелёного цвета с красными полосками вдоль краёв. Ширина ленты составляет 24 миллиметра, ширина полосок — 3 миллиметра.
При ношении медали на форменной одежде ленты используется планка высотой 8 миллиметров, ширина ленты — 24 миллиметра. Миниатюрная копия награды диаметром 16 миллиметров носится на колодке.

## Награждения
Согласно журналу «Коммерсантъ Власть», по состоянию на март 2014 года количество награждённых медалью «За отличие в охране государственной границы» составляло более 5 тысяч. Специальные льготы для лиц, удостоенных награды, а также повторное или посмертное награждение законодательством не предусмотрены.
Первое награждение медалью было произведено 11 апреля 1994 года. Указом президента России Бориса Ельцина «за умелую организацию и безупречное несение службы по охране государственных границ» награды были удостоены 158 военнослужащих пограничных войск. В числе награждённых был и генерал-лейтенант Николай Бордюжа, в 1998 году возглавивший Федеральную пограничную службу, а позже занимавший должности секретаря Совета безопасности и руководителя Администрации Президента России.
Как отмечалось в издании «Коммерсантъ Власть», в основном медалью награждают военнослужащих Пограничной службы ФСБ России, однако среди награждённых есть и гражданские лица: это, в частности, губернатор (1996—2008) Ставропольского края Александр Черногоров и глава администрации (1997—2008) Агинского Бурятского автономного округа Баир Жамсуев, награждённые соответственно в 1998 и 2005 годах «за активную помощь пограничным войскам в охране государственной границы». При этом Ставропольский край с иностранными государствами не граничит, как не граничил и Агинский Бурятский автономный округ, прекративший своё существование в 2008 году.

## Аналогичные награды в странах СНГ

### Беларусь
Медаль «За отличие в охране государственной границы» (бел. Медаль «За адзнаку ў ахове дзяржаўнай граніцы»), имеющая внешнее сходство с российской, существует и в наградной системе Беларуси. Она была учреждена 13 апреля 1995 года Законом Республики Беларусь 13 апреля 1995 года № 3726-XII «О государственных наградах Республики Беларусь».
Согласно статуту медали, ею награждаются награждаются военнослужащие пограничных войск, а также другие военнослужащие и иные граждане: «за мужество и самоотверженность, проявленные при задержании нарушителей государственной границы; за подвиги и особые заслуги в охране государственной границы; за умелое руководство боевыми действиями пограничного наряда при охране неприкосновенности государственной границы; за высокую бдительность и инициативные действия, в результате которых были задержаны нарушители государственной границы; за активную помощь пограничным войскам в их работе по охране государственной границы».

### Казахстан
В Казахстане медаль «За отличие в охране Государственной границы» (каз. Шекараны үздік күзеткені үшін медалі) является ведомственной наградой Комитета национальной безопасности Республики Казахстан. Она учреждена на основании Указа Президента Республики Казахстан от 27 мая 2002 года № 882 «О некоторых вопросах символов и ведомственных наград органов национальной безопасности Республики Казахстан». Согласно статуту награды, она вручается военнослужащим органов национальной безопасности Республики Казахстан, а также гражданам, в том числе и иностранным, за заслуги в охране государственной границы республики.

## Комментарии
1. ↑  До 2010 года предусматривалось ношение медали «За отличие в охране государственной границы» при наличии других медалей Российской Федерации после медали Нестерова.
2. ↑  В редакции Указа Президента Российской Федерации от 16 декабря 2011 года № 1631 Положение о медали «За отличие в охране государственной границы» было дополнено пунктом 2 (1) следующего содержания: «Для особых случаев и возможного повседневного ношения предусматривается ношение миниатюрной копии медали „За отличие в охране государственной границы“, которая располагается после миниатюрной копии медали „За отличие в охране общественного порядка“».
3. ↑  С 30 декабря 1994 года по 11 марта 2003 года Федеральная пограничная служба Российской Федерации существовала как самостоятельная специальная служба России с правами федерального органа исполнительной власти. Указом Президента Российской Федерации от 11 марта 2003 года № 308 «О мерах по совершенствованию государственного управления в области безопасности Российской Федерации» её функции с 1 июля 2003 года передавались в ведение созданной этим же указом Пограничной службе Федеральной службы безопасности Российской Федерации.